# Cordaitales
Ordre

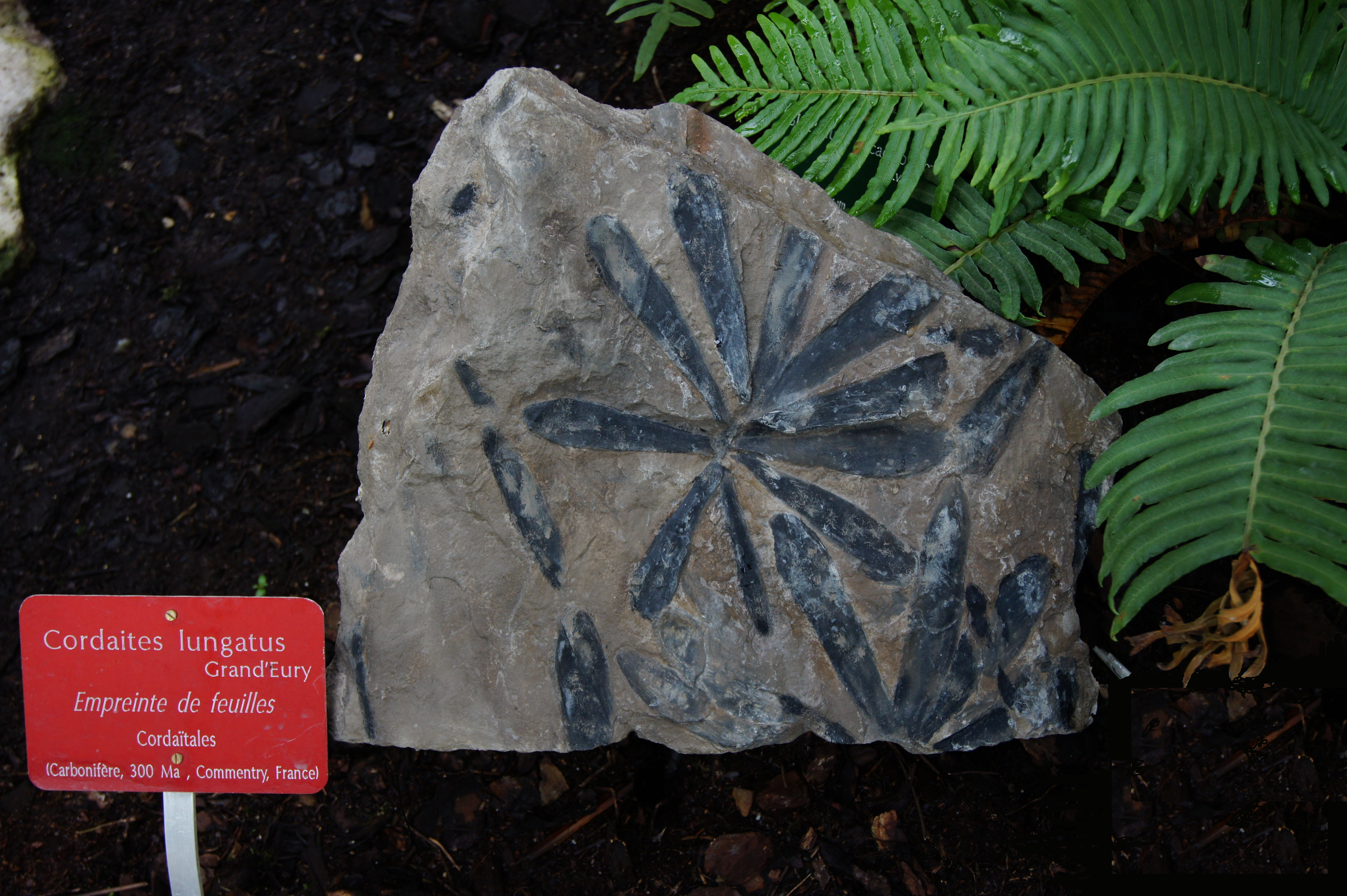
Fossile de Cordaites lungatus au Jardin des Plantes de Paris (serres), septembre 2010

Les Cordaitales forment un ordre éteint de végétaux gymnospermes. Selon Paleobiology Database (5 déc. 2012), il ne contiendrait qu'une seule famille, celle des Cordaitaceae. 
Les Cordaitales apparaissent à la fin du Carbonifère inférieur (Namurien) et étaient un élément relativement important de la végétation du Carbonifère supérieur (la forêt carbonifère étant dominée par les Ptéridophytes) et du Permien. Le groupe inclut de grands arbres ainsi que des formes plus petites.
Le paléobotaniste Carl Rudolf Florin a émis l'hypothèse d'une homologie entre les organes reproducteurs des Cordaitales et ceux des conifères. Les Cordaitales sont actuellement considérées comme le groupe-frère des conifères.
Le genre Cordaites (Unger, 1850) a été initialement utilisé pour le feuillage de ces plantes. Unger les nomma ainsi en hommage au médecin, botaniste et mycologue tchèque August Carl Joseph Corda.

## Occurrence
On trouve dans la littérature des fossiles attribués aux Cordaitales d'âge Dévonien à Crétacé. Cependant, les seuls fossiles actuellement considérés comme valides sont d'âge Carbonifère et Permien.
Ces fossiles proviennent de localités nord-américaines et européennes (Laurussia) et de l'est de l'Asie. Des fossiles de Cordaitales ont été signalés en Gondwana mais en l'absence de structures reproductrices caractéristiques leurs affinités exactes sont incertaines.
Les restes de Cordaitales sont préservés soit sous forme de compressions, soit sous forme de perminéralisation. Dans ce cas il est possible d'étudier en détail leur anatomie.

## Historique
Les fossiles attribués actuellement aux Cordaitales ont été décrits dès le XIXe siècle. C'est le paléobotaniste français François Cyrille Grand'Eury (1839-1917) qui, après avoir observé la connexion entre différents types d'organes, a créé un nouveau groupe de gymnospermes: les 'Cordaitées', en 1877.
Une autre étape importante a été la comparaison des parties fertiles de Cordaitales et des conifères par le suédois Carl Rudolf Florin (1894-1965) en 1951. Au-delà de ces références, de nombreux paléobotanistes ont décrit de nouvelles espèces de Cordaitales ou proposé de nouvelles reconstructions. Une partie est citée dans les références de cet article.

## Description

### Axes
Les tiges de Cordaitales sont placées dans plusieurs genres selon l'anatomie de leur xylème primaire et secondaire: Mesoxylon, Cordaixylon, Pennsylvanioxylon et Dadoxylon.
Tous ces types de tiges sont caractérisés par un bois picnoxylique (trachéides étroites et petits rayons) et une eustèle avec une large moelle, qui peut atteindre 10 cm de diamètre.
Dans la plupart des espèces, la moelle forme des diaphragmes horizontaux qui alternent avec des lacunes (moelle septée). Ces lacunes étaient créées lors de l'allongement vertical de l'axe. Cette structure donne un aspect typique aux moulages de la cavité médullaire des Cordaitales, qui sont appelés Artisia, en hommage au paléobotaniste Edmund T. Artis (1789-1847).
Le xylème primaire est composé de plusieurs faisceaux sympodiaux en périphérie de la moelle. La maturation est mésarche ou endarche selon les genres.
Le bois des Cordaitales est composé de trachéides et de rayons parenchymateux. Il n'y a ni parenchyme vertical, ni canaux résinifères. Les rayons sont généralement unisériés et ont une hauteur variable. Les ponctuations de la paroi des trachéides sont multisériées. Certains spécimens présentent des cernes de croissance. Certains morceaux de bois isolés, placés dans le genre de forme Dadoxylon appartiendraient aux Cordaitales.
Le phloème secondaire pouvait être abondant. Le cortex comprenait des bandes de fibres verticales. Certaines espèces produisaient du périderme.
Les racines des Cordaitales sont rangées dans le genre Amyelon.

### Feuillage
En compression, les feuilles de Cordaitales (Cordaites) ressemblent à de longs rubans, avec des nervures parallèles qui peuvent occasionnellement se dichotomiser. Les plus grandes connues atteignaient 1 m de long et 15 cm de large mais la plupart ont 20-30 cm de long. L'étude de la cuticule de ces feuilles a révélé que dans la majorité des espèces les stomates étaient portés uniquement sur la face inférieure des feuilles. Il existe aussi des feuilles de Cordaites anatomiquement conservées (= perminéralisées). Les feuilles étaient disposées en hélice sur les branches.

### Reproduction
Les parties fertiles des Cordaitales ('cône' ou 'strobile' selon les interprétations)sont appelées Cordaianthus, qu'elles portent des ovules ou des sacs polliniques. Tous les exemples de Cordaianthus connus sont mâles ou femelles et on ignore si les Cordaitales étaient monoïques ou dioïques. Les spécimens de Cordaianthus atteignent 10, exceptionnellement 30 cm de long.
Ce sont des axes primaires qui portent des feuilles modifiées. De l'aisselle de chacune de ces feuilles part un axe secondaire à croissance déterminée. Cet axe secondaire produit des feuilles écailleuses disposées en spirale. Les ovules ou les sacs polliniques sont portés sur les écailles les plus distales (=proches de l'apex).
Comme chez les conifères la plupart des graines de Cordaitales sont platyspermiques, c'est-à-dire aplaties et en forme de disque, par opposition aux graines radiospermiques (=rondes). Certaines présentent des extensions latérales du tégument en forme d'ailes. Deux des genres les plus communs sont Cardiocarpus (en forme de cœur, environ 1 cm de diamètre) et Mitrospermum (environ 7 mm de diamètre).

## Port et écologie
Les Cordaitales poussaient dans la zone tropicale et présentaient plusieurs types d’écologie. On peut distinguer des formes de taille moyenne qui poussaient dans des zones humides et des formes plus grandes qui peuplaient les zones élevées et bien drainées.
Des reconstructions du port et de l’habitat ont été proposées pour les espèces suivantes.
| Taxon                         | Port                      | Habitat                               | Âge                   | Zone géographique        |
| ----------------------------- | ------------------------- | ------------------------------------- | --------------------- | ------------------------ |
| Mesoxylon birame              | arbres d’environ 5 m      | zones humides - eau saumâtre ou douce | Carbonifère supérieur | Amérique du Nord         |
| Pennsylvanioxylon nauertianum | buissons                  | zones humides - eau douce             | Carbonifère supérieur | Amérique du Nord         |
| Mesoxylon priapi              | buissons ou petits arbres | zones humides - eau douce             | Carbonifère supérieur | Amérique du Nord         |
| Cordaixylon iowaensis         | buissons ou petits arbres | zones humides - eau douce             | Carbonifère supérieur | Amérique du Nord         |
| Shanxioxylon sinense          | arbres                    | zones humides - eau douce             | Permien               | Chine                    |
| (non nommé)                   | arbres 20-50 m            | zones élevées                         | Carbonifère supérieur | Amérique du Nord, Europe |